# Herr Gott, dich loben wir
Herr Gott, dich loben wir (Seigneur Dieu, nous te louons), (BWV 16), est une cantate de Jean-Sébastien Bach, créée à Leipzig, le 1er janvier 1726.

## Histoire et livret
Bach écrivit la cantate durant sa troisième année à Leipzig pour le jour de l'an qui est aussi la fête de la circoncision de Jésus, et la dirigea pour la première fois le mardi 1er janvier 1726. Pour cette destination liturgique, cinq autres cantates ont franchi le seuil de la postérité : les BWV 41, 143, 171, 190 et 248/4 (quatrième cantate de l'Oratorio de Noël). Les lectures prescrites pour ce jour de fête étaient tirées de Gal., 3 :23–29 et de Luc, 2 :21. Le texte de la cantate provient d'un ouvrage de Georg Christian Lehms en 1711, centré sur la louange et le remerciement, sans relations aux lectures. Le poète commence avec quatre lignes du Deutsches Tedeum (Te Deum) « Herr Gott, dich loben wir » de Martin Luther. La paire de récitatif et d'aria qui suit remercie pour les présents passés tandis qu'une autre paire prie pour des bénédictions supplémentaires. Le poète n'a pas fourni de texte pour le choral final mais Bach choisit « Helft mir Gotts Güte preisen » de Paul Eber (c.1580).

## Structure et composition
L'orchestration est écrite pour contralto, ténor et basse, deux hautbois, cor de chasse, hautbois d'amour et cordes (deux violons, alto, violetta et basse continue).
La cantate comprend six mouvements en do majeur sauf indication ci-dessous :
- chœur : Herr Gott, dich loben wir
- récitatif (basse) : So stimmen wir bei dieser frohen Zeit
- aria (basse) : Laßt uns jauchzen, laßt uns freuen
- récitatif (alto) : Ach treuer Hort (mi mineur)
- aria (ténor) : Geliebter Jesus, du allein (fa majeur)
- choral : All solch dein Güt wir preisen (la mineur)

## Musique
Dans le chœur d'ouverture, la soprano et le cor présentent la mélodie liturgique du Te Deum, tandis que les voix plus graves se déplacent en vif contrepoint, mais aussi une quatrième partie du premier hautbois et du premier violon. Le récitatif secco qui suit se termine sur les mots « O, sollte darum nicht ein neues Lied erklingen und wir in heißer Liebe singen? ». En conséquence, le mouvement qui suit ouvre attacca avec les voix « Laßt uns jauchzen, laßt uns freuen ». Ce mouvement inhabituel combine des éléments du chœur et de l'aria en une forme da capo libre. La première section est dominée par le chœur, la section centrale par la basse. Un second récitatif secco mène à une tendre aria qui était accompagnée par un hautbois da caccia obbligato en 1726. Dans une représentation ultérieure, probablement en 1734, « violetta », qui peut être un alto ou une viole de gambe, selon Johann Gottfried Walther. La cantate se termine par un choral à quatre voix.

## Source
- (en) Cet article est partiellement ou en totalité issu de l’article de Wikipédia en anglais intitulé « Herr Gott, dich loben wir, BWV 16 » (voir la liste des auteurs).